# 炮兵军官学校 (越南)
炮兵军官学校，是越南人民军陆军炮兵培养基层军官的军事院校。 面向全国招募高中毕业的男高中生、士官及士兵，培养炮兵分队军事指挥干部、政治干部以及团、旅部队炮兵参谋。

## 历史
1957年至1959年，南京炮兵学校校长万一夫调任中国援越军事顾问团炮兵专家组长，协助越军组建炮兵学校。该校前身是陆军第一军官学校下属炮兵系。
1998年，炮兵军官学校被教育训练部认定为炮兵专业军事大学。2008年，越南国防部批准组建研究生院。2009年学校被授予人民武装力量英雄称号。

## 历任校长
1. 1956年至1961年：越南人民军炮兵司令黎铁雄少将兼
2. 1961年11月至1962年11月：炮兵部队参谋长冯世才上校兼
3. 1981年至1986年：阮文乔上校
4. 1987年至1997年：越南人民军陆军炮兵参谋长张雄（Trương Hùng ）炮兵大校兼
5. 1998年-2003年：阮义（Nguyễn Nghĩa）炮兵大校
6. 2004-2013：陈贵田（Trần Quyết Tiến）炮兵少将、副教授
7. 2013-2017：阮杜（ Nguyễn Du）炮兵少将、副教授[6]
8. 2017年-2021： 武其维（Vũ Ký Vệ）副教授、炮兵大校，学校政委裴北平炮兵大校
9. 2022-：乔有坚大校、博士[7]